# Štefan Taššo
Štefan Taššo (* 19. července 1954) je bývalý slovenský fotbalista.

## Fotbalová kariéra
V československé lize hrál za Lokomotívu Košice. Nastoupil ve 20 ligových utkáních. V nižších soutěžích hrál i za Slavoj Trebišov.

## Ligová bilance
| Ročník                                   | Zápasy | Góly | Klub              |
| ---------------------------------------- | ------ | ---- | ----------------- |
| 1. československá fotbalová liga 1981/82 | 13     | 0    | Lokomotíva Košice |
| 1. československá fotbalová liga 1982/83 | 7      | 0    | Lokomotíva Košice |
| CELKEM                                   | 20     | 0    |                   |